# Polyosma rigidiuscula
Polyosma rigidiuscula är en tvåhjärtbladig växtart som beskrevs av Ferdinand von Mueller och F. M, Bailey. Polyosma rigidiuscula ingår i släktet Polyosma och familjen Escalloniaceae. Inga underarter finns listade i Catalogue of Life.